# 信入院 (台東区)
信入院（しんにゅういん）は、東京都台東区にある浄土宗の寺院。

## 歴史
1631年（寛永8年）、信入によって開山された。信入は寿松院を創建した林貞の弟子である。信入は寿松院第3世住職となったが、一線を退き隠居寺として創建したのが当寺の起源である。
当寺の本尊の阿弥陀如来は、林貞が小田原より持参した念持仏といわれている。
関東大震災後に寿松院塔頭の「峯体院」を、戦後に同じく塔頭の「良称院」を吸収合併している。

## 交通アクセス
- 蔵前駅A3出口より徒歩4分（経路案内）。